# بيمال (قبيلة)
بيمال هي قبيلة من القبائل الصومال وفرعية من عائلة وعشيرة در  الرئيسية تسكن أغلبية القبيلة الصومال بينما يوجد أقلية منها في إثيوبيا وكينيا برزت في وقت الاستعمار بقيادتها المقاومة ضد المستعمرين في جنوب الصومال  و أرض الصومال.

## نظرة عامة
بيمال هي العشيرة السكانة في مدينة مركا في محافظة شبيلي السفلى وتشكل الأغلبية في جمامة في جوبا السفلى.كما أنهم يعيشون في منطقة نيب في كينيا كما يوجد بأعداد كبيرة تسكن المنطقة الصومالية في إثيوبيا. بيمال هي عشيرة بالحرب كانت معروفة  مقاومتها الطويلة ضد الإيطاليين. وهي عشيرة من عشائر در التي هاجرت إلى شبيلي السفلى منذ قرون واستقرت على الساحل بين جلب مركة  و باراوا كمزارعين مستقرين. تنقسم عائلة إلى أربع عشائر فرعية ، وهي سعد ، وعثمان ، وسليمان ، وعبد الرحمن. بصفتهم عشيرة دير ، فإن بيمال لديهم علاقات مباشرة مباشرة كما تحمع هوية (قبيلة) النسب حيث ينتسبون الى جدهم إرر صمالي.

## التاريخ

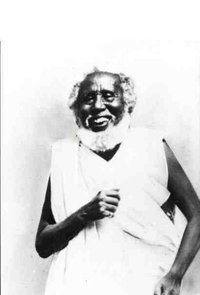
سليمان عبد الرحمن علي عيسى، سلطان بييمال في الستينيات

تعكس تقاليد قبيلة بيمال في  مركا الإنتاج الزراعي  منذ 200 عام على الأقل. إلى جانب ثورة بيمال ضد سلطنة أجوران. في وقت لاحق، انخرطوا في حروب وثورات متعددة مع سلطنة غلدي. في أواخر القرن السابع عشر. أدرجت أراضي مركا في مملكتها حتى تمردت بيمال في منتصف القرن التاسع عشر من أجل الاستقلال. حاولت سلطنة غلدي مهاجمة وتدمير عشيرة بيمال عدة مرات لمحاولة استعادة مدينة مركا الساحلية. لكن القبيلة تمكنت من هزيمة سلطنة غلدي مرتين. في عام 1843، تعهد يوسف محمود، سلطان غلدي، بتدمير البيمال بشكل نهائي وتعبئة جيش غلدي. في عام 1848، قُتل سلطان الجلدي يوسف محمود في قرية أدادي سليمان بالقرب من مركا، في معركة بين سلطنة بيمال وغلدي. حاول ابنه سلطان أحمد يوسف الانتقام، لكنه قُتل أيضًا في عام 1878 في أغاران، بالقرب من ماركا على يد البيمال. وتم إعلان استقلال مركا عن نقض غلدي.

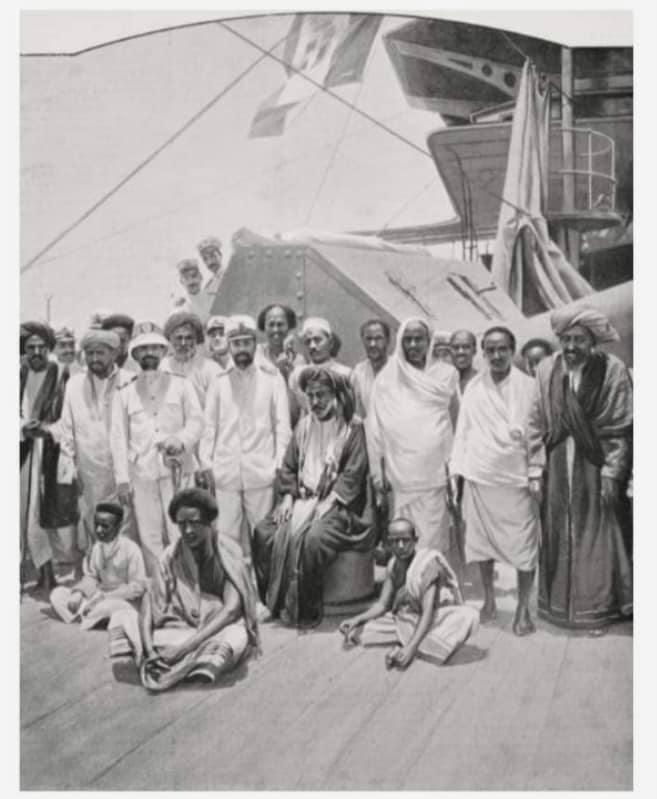
شيوخ من قبيلة بيمال وسلطان القبيلة يناقشون الأمور مع شخصيات إيطالية على متن ماركو بولو

احتفظت  بيمال بجيوش ومحاكم وسجون وكانت ديناميكية للغاية سعت إلى الارتباط بالتجارة العالمية  ودعوا خبراء من الهند وحول العالم لتدريب أفرادهم على مهارات مثل النسيج وصناعة النسيج و الطحين والإنتاج الزراعي والمسوحات الطبوغرافية المستخدمة في إنشاء قنوات الري تم تخريب هذا التطور الهائل  من قبل الإيطاليين، والذي كان أحد أسباب اندلاع ثورة بيمال.

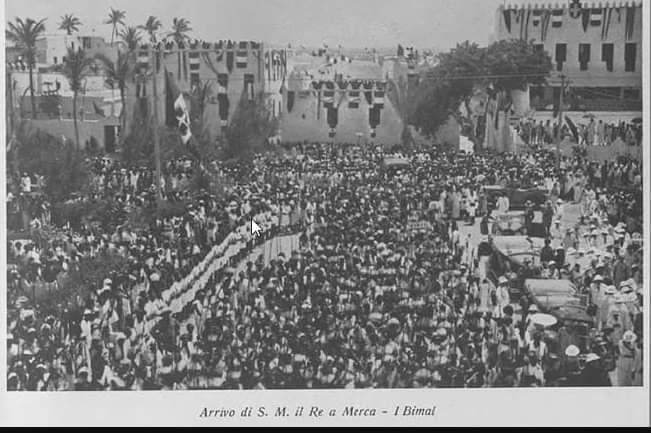
استقبال ملك ايطاليا في مركا (الصومال) في عام 1935

### ثورة بيمال
قوّض الإيطاليون قبيلة بيمال، وغيروا الهياكل التقليدية في الجنوب الأوسط بإعادة تسمية الشيوخ "كابو قابيل" وإدماجهم في نظامهم الإداري. فقاوم البيمال بعنف فرض الاستعمار وقاتلوا ضد المستعمرين الإيطاليين في حرب استمرت عشرين عامًا عُرفت باسم ثورة بيمال حيث اغتال العديد من محاربيهم بعض الجنود الإيطاليين.

يتتبع فرع كادسن أو أو كادسن  من بيمال والشيوخ الذين يعيشون يسمى  كبدو رحل. يشار إلى هذه السلالات الدينية للشيوخ والرجال المقدسين عمومًا باسم "reer aw" أو "ودادو". هم اسمياً "رجال الله" يمتلكون البركة بحكم التعريف أكثر من المتعلمين. على الرغم من أن هذا لا يعني بالضرورة أن جميع سلالاتهم تجعل الدين مهنتهم.  اسم كدسان أو كادسن هو اسم مستعار ، ويعني "أصيل" من قبل عالمه المسمى الشيخ عبد الرحمن أولامادووب. توجد كادسن بشكل أساسي في إقليم اوغادين وتعيش في مناطق مثل أفطير ، في جرتي والمناطق المحيطة بها، ومدينة نسدرسق في قرحي ومنطقة ليبان. توجد كادسن أيضًا في الصومال في إقليم بكول و جدو و بوصاصو وكذلك إقليم الصومال التي تحت احتلال كينيا .

## شجرة بيمال

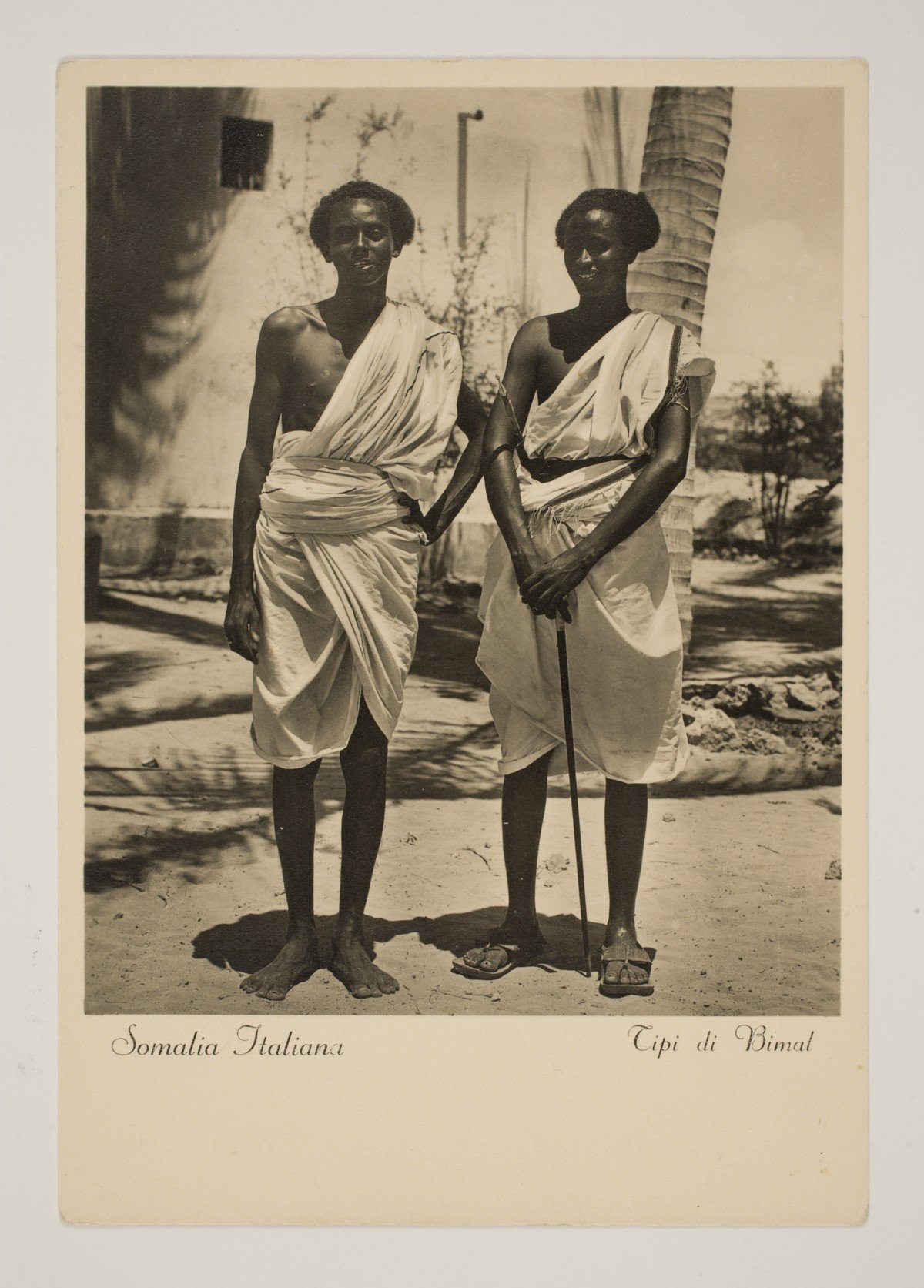
رجلان من قبيلة بيمال في 1937

- بيمال جمال بن محمد 
  -     - سعد
- علي محاد
  -     - سليمان
- رير شيخ
  -     - إسمين
- مهداق
  -     - كادسن
- عبدالرحمن
- اودي ماركا [8]